# Casa de raport de pe str. Columna, 143 (Chișinău)
Casa de raport de pe str. Columna, 143 este o clădire amplasată pe str. Columna, 143 în Chișinău, Republica Moldova. Este un monument arhitectural de importanță națională inclus în Registrul monumentelor Republicii Moldova ocrotite de stat cu nr. 71 (municipiul Chișinău). Datează de la sf. sec. XIX.